# Germaine Greer

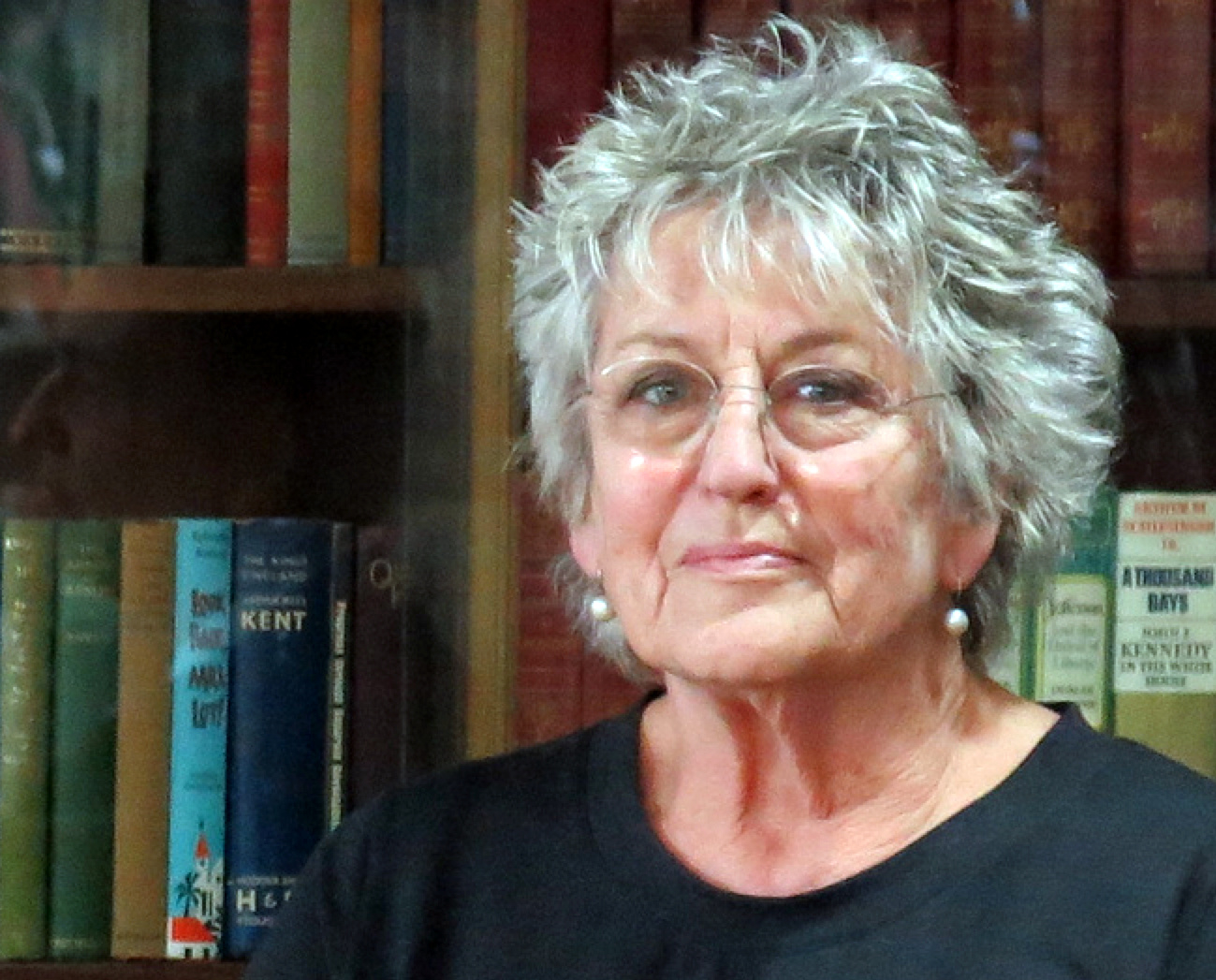
Germaine Greer (2013)

Germaine Greer (* 29. Januar 1939 in Melbourne) ist eine australische Intellektuelle, Autorin, Publizistin und Anarchistin, die als eine der wichtigsten Feministinnen des 20. Jahrhunderts gilt.
Sie ist Autorin mehrerer viel beachteter Bücher. Ihr 1970 veröffentlichtes Buch The Female Eunuch (deutscher Titel: Der weibliche Eunuch) wurde ein internationaler Bestseller. Ihre Thesen wurden Allgemeingut in der Ideenwelt des Feminismus und werden seit den 1970er-Jahren lebhaft und kontrovers diskutiert.

## Biografie
Germaine Greer wurde am 29. Januar 1939 in der Nähe von Melbourne geboren. Sie war das älteste von drei Kindern von Peggy und Reginald Greer, welcher in der Branche der Zeitungswerbung beschäftigt war. Ihre Schulausbildung beendete sie 1956 am Star of the Sea College in Gardenvale, Melbourne, das von Nonnen geführt wurde. Danach erhielt sie ein Stipendium für die Universität von Melbourne und studierte dort englische und französische Literatur. Sie wechselte an die Universität von Sydney und erreichte dort 1961 mit Auszeichnung einen Abschluss als Master of Arts.
Anfang der 1960er Jahre trat sie ihre erste berufliche Stelle als Lehrerin an einer Mädchenschule in Sydney an. 1963 erhielt sie eine Tutorenstelle an der dortigen Universität.
1964 wechselte sie, versehen mit einem Commonwealth-Stipendium, an die Universität Cambridge in England. 1967 promovierte sie dort über Shakespeares frühe Komödien. Nach der Promotion erhielt sie einen Lehrauftrag für Drama an der University of Warwick in Coventry. In dieser Zeit schrieb sie häufig Artikel für angesehene Wochenzeitungen, war Gast in Talkshows und war Mitbegründerin der erotischen Zeitschrift Suck.

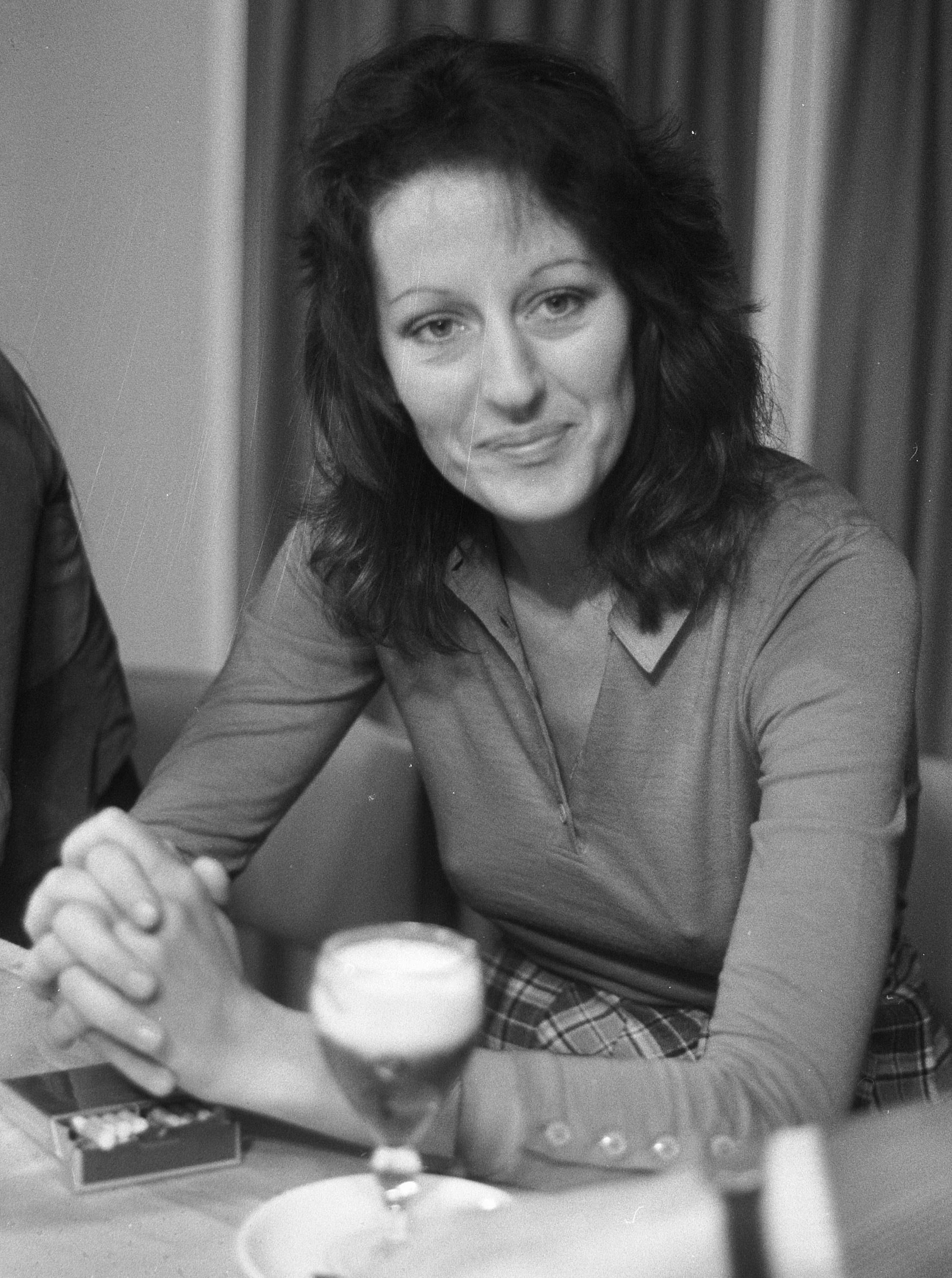
Germaine Greer (1972)

1968 heiratete sie den Bauarbeiter Paul du Feu, der gelegentlich Artikel in der Untergrundpresse veröffentlichte. Die Ehe wurde 1973 geschieden.
Ihr furioser Angriff gegen die Auffassung von der Frau als Sexualobjekt, das Buch Der weibliche Eunuch, erschien 1970. Die Lesereise in den USA erregte großes Aufsehen, insbesondere die Diskussion mit Norman Mailer in New York, der sich bei dieser Gelegenheit selbst als Chauvinist bezeichnete.
In den 1970er-Jahren war Germaine Greer freiberuflich als Journalistin tätig. Sie unternahm ausgiebige Reisen nach Asien und Afrika, um die dortigen Lebensverhältnisse zu studieren. 1972 besuchte sie Bangladesch und informierte sich über die Lebenssituation von Frauen, die während des Sezessionskrieges mit Pakistan vergewaltigt worden waren. 1980 erhielt sie eine Professur für Poetik an der Universität von Tulsa, Oklahoma. Dort rief sie ein Studienzentrum für feministische Literatur ins Leben und leitete es bis 1982.
1984 erschien ihr Buch Sex and Destiny: The Politics of Human Fertility, das ebenfalls eine heftige öffentliche Kontroverse auslösen sollte. Ausgehend von ihren Erfahrungen auf ihren Reisen in die Dritte Welt kritisierte sie darin die westlichen Einstellungen zur Kleinfamilie: Die Welt sei nur nach westlichen Maßstäben übervölkert. Sie forderte eine Rückkehr zu den Idealen des Familienlebens und zu Bescheidenheit statt grenzenlosem Konsumanspruch. Sie zeichnete ein positives Bild von der Frau als Mutter der Großfamilie und propagierte Keuschheit als ein mögliches Mittel zur Geburtenkontrolle. Damit verprellte sie Teile ihrer Leserschaft. Sowohl von Teilen der Frauenbewegung als auch aus dem akademischen Feminismus wurde ihre neue Haltung als revisionistisch kritisiert und als Teil des Backlash betrachtet.
1989 wurde sie als Fellow and special Lecturer ans Newnham College der Universität Cambridge berufen. Von diesem Lehrstuhl trat sie 1996 aus Protest gegen die Berufung von Rachael Padman als Professorin für Physik zurück. Greer soll Padman als Transfrau geoutet haben, die daher kein Recht auf eine Stellung an diesem 1871 nur für Frauen gegründeten College habe.
2003 erzeugte sie abermals eine öffentliche Kontroverse, diesmal mit ihrem Buch The Beautiful Boy (deutsch: Der Knabe), ein mit vielen Fotografien bebildertes Buch über die künstlerische Darstellung pubertierender Knaben und die Kunstgeschichte dieser Darstellungen. Kritiker sehen dieses Buch in bedenklicher Nähe zur Pädophilie. Sie verteidigt ihr Buch mit dem Argument, die Darstellung der Knaben impliziere nicht den sexuellen Übergriff und sie habe die Fähigkeit und das Recht der Frauen zur visuellen Freude im Sinn gehabt.
2013 verkaufte die Autorin ihr Archiv für 3 Millionen australische Dollar an die Universität Melbourne. Den größeren Teil des um Lager-, Transport- und Katalogisierungskosten geschmälerten Verkaufserlöses will Greer für den Schutz des australischen Regenwalds stiften.
Im Rahmen der Me-Too-Debatte äußerte sich Germaine Greer ab 2017 kritisch zu prominenten Frauen, die ihre Erfahrungen von sexuellem Missbrauch öffentlich schilderten, nachdem sie diese vorher aufgrund von Verschwiegenheitsvereinbarungen jahrelang geheim gehalten hatten. Zudem stufte sie Geschlechtsverkehr, der zwischen Schauspielerinnen und wirtschaftlich überlegenen Männern gegen das Versprechen von Filmrollen stattfand, als einverständlich und somit nicht als machtmissbräuchlich und übergriffig ein, womit sie eine andere Position einnahm als viele, insbesondere jüngere Feministinnen. Die dadurch entstehende Kontroverse um ihre Ansichten verstärkte sich zusätzlich, als Greer 2018 ihren Essay On Rape in Buchform veröffentlichte. Darin schildert sie zum einen ihre eigene Vergewaltigung als 19-jährige Studentin, spricht sich aber zugleich dafür aus, Frauen nicht weiterhin zu vermitteln, dass eine Vergewaltigung das Schlimmste sei, was ihnen passieren könne. Da die Beweisregeln des Strafprozesses laut Greer nur in den wenigsten Fällen zu einer angemessenen Bestrafung von Tätern führen, sollte ihr zufolge sowohl eine Minderung des Strafrahmens als auch eine Verlagerung von retraumatisierenden Strafprozessen auf Zivilprozesse stattfinden. Greers Thesen wurden von Feministinnen heftig kritisiert; unter anderem wird ihr vorgeworfen, Victim blaming zu betreiben, die Gewaltsamkeit von Vergewaltigungen zu verharmlosen und den Begriff der Vergewaltigung unnötig zu verengen.

## Bücher von Germaine Greer

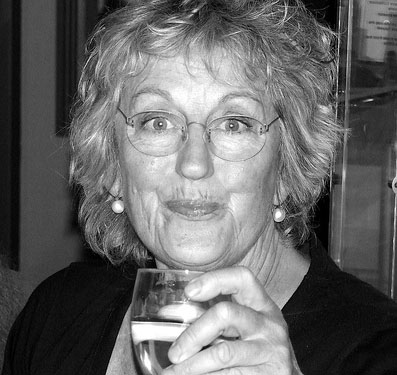
Germaine Greer (2006)

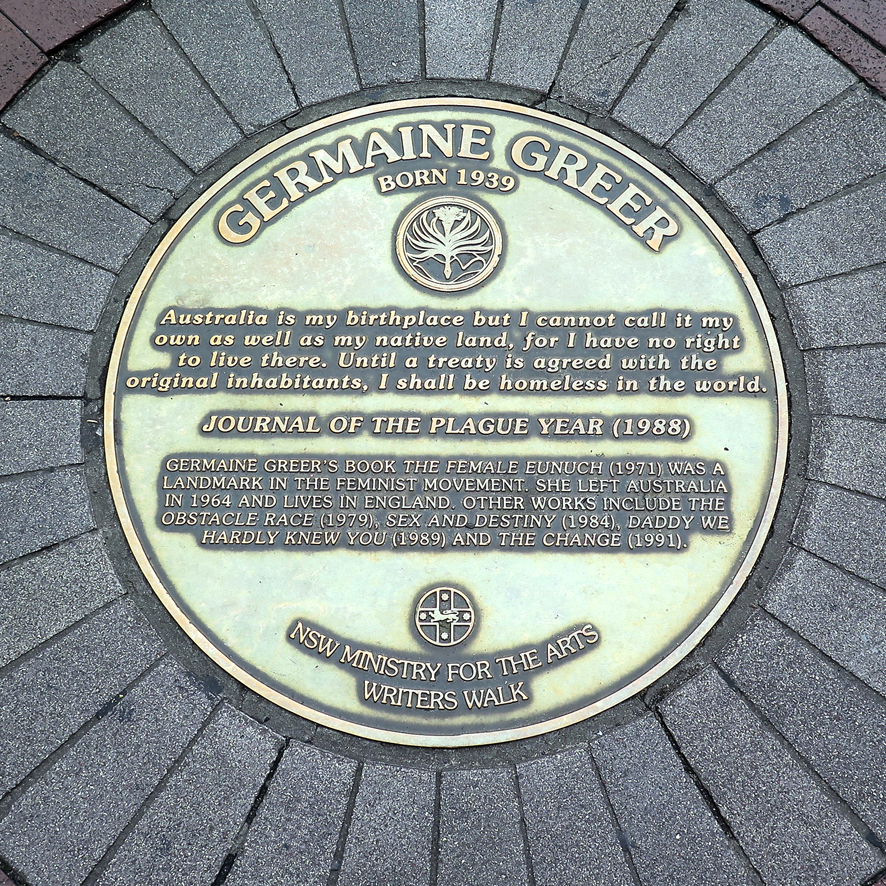
Eine Gedenktafel aus der Reihe „Sydney Writers Walk“ am Circular Quay.

- The Female Eunuch, 1970, ISBN 0-374-52762-8.
  - Deutsch: Der weibliche Eunuch, ISBN 3-423-36196-4.
- The Obstacle Race. The Fortunes of Women Painters and Their Work, 1979.
  - Deutsch: Das unterdrückte Talent. Die Rolle der Frauen in der bildenden Kunst. Ullstein, Berlin 1980 u. ö., ISBN 3550076886[10]
- Sex and Destiny: The Politics of Human Fertility, 1984, ISBN 0-06-091250-2.
  - Deutsch: Die heimliche Kastration, Ullstein, 1984, ISBN 3-550-07730-0.
- Shakespeare, 1986, ISBN 0-19-287539-6.
- mit Christina Dodwell & Russel Braddow: Welt der Flüsse, Flüsse der Welt. Abenteuerliche Reisereportagen. Christian, München 1986 u. ö., ISBN 9783884721155[11]
- The Madwoman's Underclothes: Essays and Occasional Writings, 1986, ISBN 0-87113-308-3.
- Daddy, We Hardly Knew You, 1989, ISBN 0-241-12538-3.
  - Deutsch: Daddy. Die Geschichte eines Fremden. dtv, 1995, ISBN 3423303026 u. a. Verlage.
- The Change: Women, Aging and the Menopause, 1993, ISBN 0-449-90853-4.
- The Whole Woman, 1999, ISBN 0-385-72003-3.
  - Deutsch: Die ganze Frau, ISBN 3-423-24204-3.
- One Hundred Poems by Women, 2001, ISBN 0-571-20734-0.
- Shakespeare: A Very Short Introduction, 2002, ISBN 0-19-280249-6.
- The Beautiful Boy, 2003, ISBN 0-8478-2586-8.
  - Deutsch: Der Knabe, ISBN 3-8067-2920-4.
- Whitefella Jump Up: The Shortest Way To Nationhood, 2004, ISBN 1-86197-739-5.
- White Beech: The Rainforest Years, London [u. a.]: Bloomsbury, 2014, ISBN 978-1-4088-4671-1.
- On Rape, London [u. a.]: Bloomsbury, 2018, ISBN 978-1-5266-0840-6.